# Mark Tansey
Mark Tansey (* 1949 San José) je americký malíř. Umění se chtěl věnovat od dětství. Zpočátku docházel na sobotní kurzy v Sanfranciském uměleckém institutu a později strávil tři roky na ArtCenter College of Design v Los Angeles. Jeho dílo se nachází například ve sbírkách v Muzeu umění v Seattlu, Muzeu současného umění ve Fort Worthu či Smithsonově muzeu amerického umění ve Washingtonu, D.C. Žije a pracuje v New Yorku.